# Fernuniversität Universitas Mercatorum

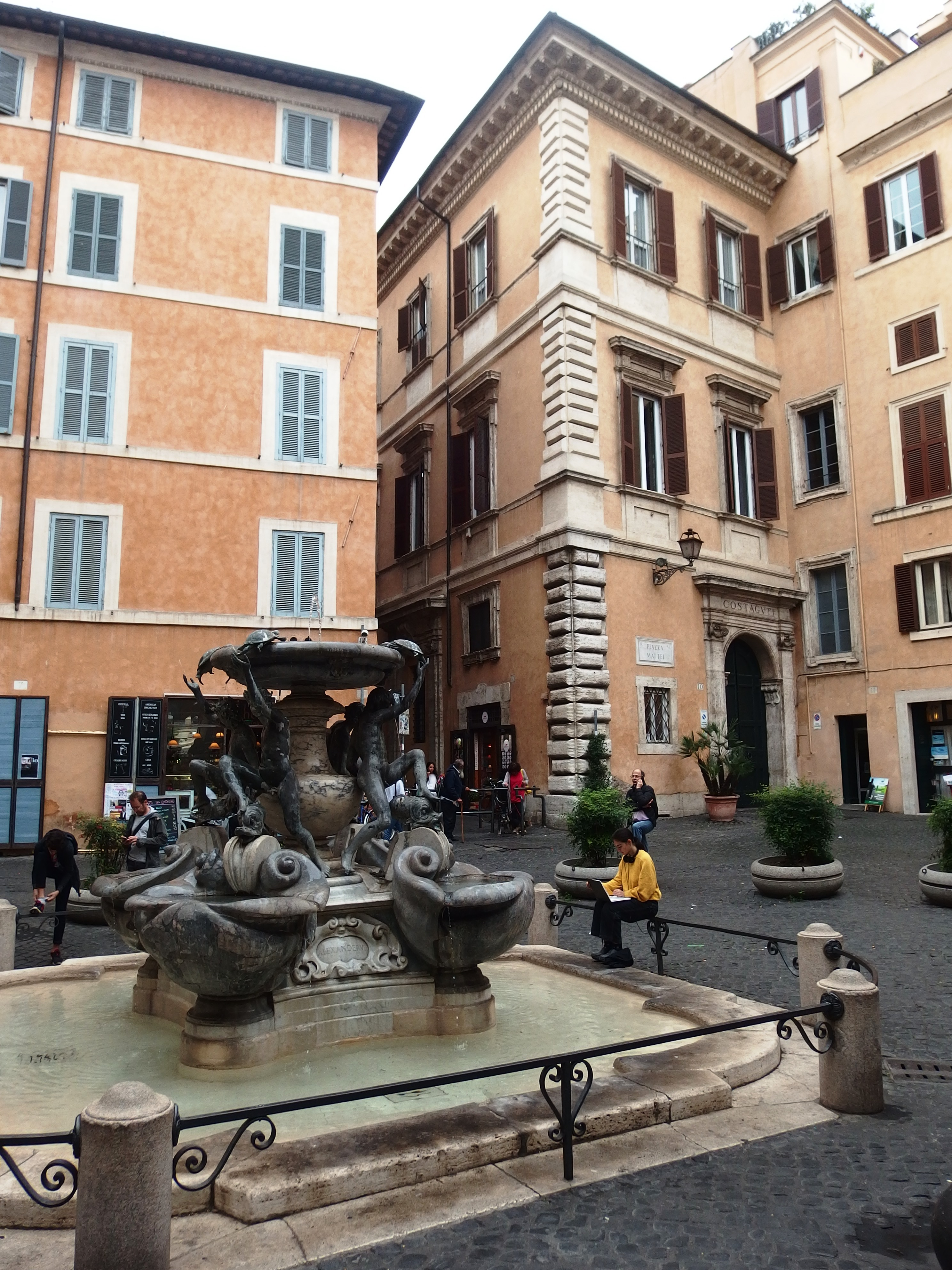
Piazza Mattei mit Schildkrötenbrunnen, Sitz der Universitas Mercatorum

Die Universitas Mercatorum ist eine private, staatlich anerkannte Fernuniversität mit Sitz in Rom. Träger sind in einer öffentlich-privaten Partnerschaft das Unternehmen Multiversity und die Handels-, Industrie-, Handwerks- und Landwirtschaftskammern Italiens.
Universitas Mercatorum war im Mittelalter eine Bezeichnung für Institutionen, aus denen heutige Handelskammern hervorgegangen sind.

## Hauptsitz und Außenstellen
Der Hauptsitz der Universität befindet sich an der Piazza Mattei 10 in der Innenstadt von Rom, wenige hundert Meter westlich der Piazza Venezia und südlich des Pantheon. Etliche Außenstellen in ganz Italien nehmen Präsenzprüfungen ab. Diese Außenstellen befinden sich meist bei Handelskammern.

## Angebot
Die Universitas Mercatorum versteht sich als Hochschule der italienischen Handelskammern und wendet sich damit in erster Linie an deren Mitgliedsunternehmen. Die Fernuniversität bietet Bachelor- und Masterstudiengänge in den Bereichen Ingenieurwissenschaften, Informatik, Wirtschaftswissenschaft, Rechtswissenschaft, Politikwissenschaft und Internationale Beziehungen, Soziologie, Psychologie, Medienwissenschaft, Fremdsprachen, Tourismus, Design und Mode sowie Eventmarketing an. Hinzu kommen diverse Weiterbildungs- und Spezialisierungsangebote. Neben dem Fernstudium sind Praktika bei Unternehmen vorgesehen. Es werden Studiengebühren verlangt, die im Jahr 2020 zwischen 3000 und 4000 Euro pro Studienjahr betrugen. Die Kosten für den einzigen Präsenzstudiengang in Gastronomie sind höher. Unter bestimmten Voraussetzungen werden die Studiengebühren ermäßigt.

## Rektoren
- Giorgio Marbach (2009–2014)
- Pierfrancesco Pacini (2014–2015)
- Giovanni Cannata (seit 2015)